# 托坎廷斯州卡里里
托坎廷斯州卡里里（葡萄牙語：Cariri do Tocantins）是巴西托坎廷斯州的一个市镇。总面积1128.596平方公里，总人口3562人，人口密度3.2人/平方公里。